# Waltershausen
Waltershausen is een stad in de Duitse deelstaat Thüringen, gelegen in de Landkreis Gotha. De stad telt 12.712 inwoners.

## Geografie
De stad Waltershausen ligt aan de overgang van de Thüringer bekken naar het Thüringer Woud, in de buurt van de Großer Inselsberg. De stad heeft zeven ortsteile (Fischbach, Schmerbach, Schwarzhausen, Winterstein, Wahlwinkel, Schnepfenthal en Langenhain) en één stadsdeel (Ibenhain).

## Geschiedenis
Waltershausen werd voor het eerst in 1209 voor het eerst in een akte genoemd als Ulricus,villicius de Waltherißhusin. In 1950 werd de stad uitgebreid met Langenhain, Schnepfenthal en Wahlwinkel. Op 31 december 2013 werd de toenmalige gemeente Emsetal opgeheven en geannexeerd door Waltershausen.

## Geboren
- Johann Balthasar König (1691-1758), componist
- Johann Matthäus Bechstein (1757-1822), zoöloog
- Klaus-Michael Bonsack (1941-2023), rodelaar